# 阿貝爾370

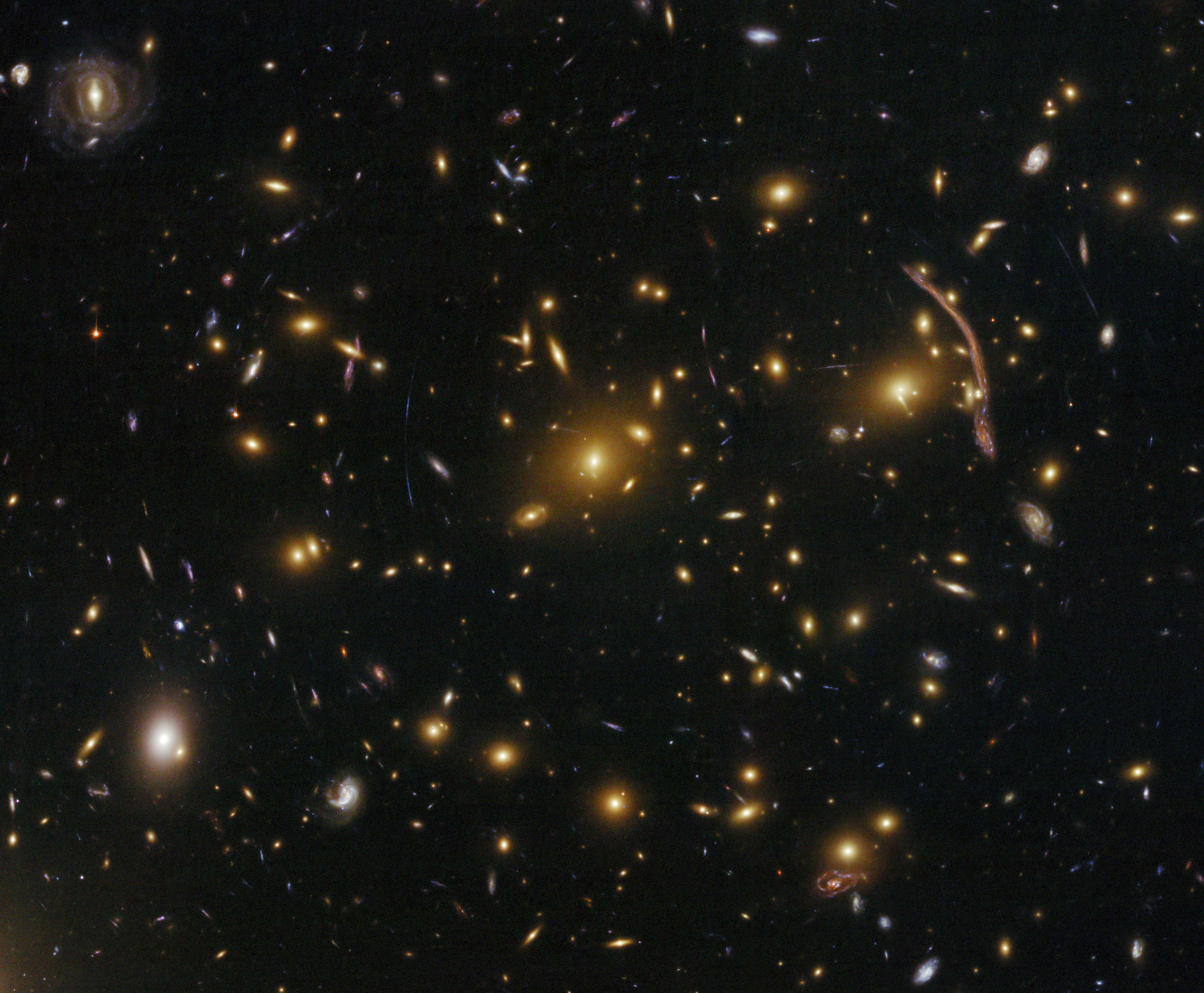
哈伯太空望遠鏡在2009年7月16日拍攝的阿貝爾370。

阿貝爾370是位於鯨魚座，距離地球40億光年遠的星系團，在它的核心有數百個星系。這個星系團登錄在喬治·阿貝爾的星表中，並且是目錄中距離最遠的星系團。

## 重力透鏡
阿貝爾370看起來有數個光弧，事實上這些是重力透鏡對更遙遠天體的蜃景造成的。
在2002年，天文學家使用這個透鏡的效應發現了距離地球128億光年遠的星系HCM-6A，是當時所知最遙遠的星系。
在2009年，對阿貝爾370的研究發現一個背景中的星系群被星系團中的透鏡扭曲成像是一條龍的弧形，因此就被NASA的科學家暱稱為龍(The Dragon)。頭部是由一個螺旋星系組成，另一個螺旋星系構成了尾部。其他幾個星系構成了身體，而它們都有所重疊。這些星系的距離大約在50億光年。

## 外部連結
- WikiSky上关于阿貝爾370的内容：DSS2, SDSS, GALEX, IRAS, 氢α, X射线, 天文照片, 天图, 文章和图片